# Impatiens kamerunensis
Impatiens kamerunensis är en balsaminväxtart. Impatiens kamerunensis ingår i släktet balsaminer, och familjen balsaminväxter.

## Underarter
Arten delas in i följande underarter:
- I. k. kamerunensis
- I. k. obanensis
- I. k. parvifolia